# Słoboda-Romaniwśka
Słoboda-Romaniwśka (ukr. Слобода-Романівська) – wieś na Ukrainie, w obwodzie żytomierskim, w rejonie nowogrodzkim. W 2001 roku liczyła 586 mieszkańców.